# Saison 1 de Psych : Enquêteur malgré lui
Chronologie
Saison 2
La première saison de Psych : Enquêteur malgré lui (Psych), série télévisée américaine, est constituée de quinze épisodes diffusée du 7 juillet 2006 au 2 mars 2007 sur USA Network, aux États-Unis.

## Généralité
Cette première saison est composée de quinze épisodes, l'épisode pilote ayant une durée de 78 minutes.
Lors de sa diffusion française sur TF1, la série a subi une incohérence et un désordre chronologique de diffusion. Puis, ce fut l'arrêt total de la série par TF1, sans jamais réintégrer celle-ci dans une autre case horaire de diffusion.

## Synopsis
Shawn Spencer, un jeune homme drôle et surtout futé, a développé durant son enfance un talent pour remarquer les moindres détails grâce à l'enseignement de Henry Spencer, son père, ancien policier.
C'est ainsi qu'en grandissant, lorsqu'il est confronté à la dure réalité de l'emploi, ne parvenant pas à en trouver un qui lui plaise, il passe le plus clair de son temps à en changer et à donner des « tuyaux » aux inspecteurs de police par l'intermédiaire d'appels téléphoniques anonymes. À partir de là s'ensuit un énorme quiproquo : à la suite des nombreux « tuyaux » qu'il fournit aux inspecteurs, ces derniers commencent à le suspecter de perpétrer lui-même ces crimes. N'ayant pas d'autre solution pour se sortir de cette situation, il se justifie en prétendant posséder des pouvoirs psychiques de médium. Curieusement, les policiers qui refusaient de croire au don d'observation de Shawn, admettent assez facilement son « don médiumnique ».
Shawn aidera désormais la police dans ses enquêtes, avec les inspecteurs Carlton Lassiter, Juliet O'Hara et le chef Karen Vick qui fait appel à lui lorsque certaines affaires s'avèrent insolubles ou pas assez importantes pour que la police s'en occupe, selon le cas.
Shawn embarque son meilleur ami d'enfance, Burton « Gus » Guster, pour créer l'agence « Psych ». Ils vont alors tenter de résoudre chaque affaire en utilisant ses dons d'observation, camouflés en visions envoyées par des esprits. Gus est moins téméraire que Shawn et tous les deux se disputent souvent pour des détails pour le meilleur comme pour le pire…

## Distribution

### Acteurs principaux
- James Roday (VF : Guillaume Lebon) : Shawn Spencer
- Dulé Hill (VF : Lucien Jean-Baptiste) : Burton « Gus » Guster
- Timothy Omundson (VF : Gabriel Le Doze) : lieutenant chef Carlton Lassiter
- Anne Dudek (VF : Karine Foviau) : lieutenant Lucinda Barry (épisode 1 uniquement)
- Maggie Lawson (VF : Laura Blanc) : lieutenant Juliet O'Hara (à partir de l'épisode 2)
- Kirsten Nelson (VF : Véronique Augereau) : chef Vick
- Corbin Bernsen (VF : Philippe Peythieu) : Henry Spencer

### Acteurs récurrents
- Sage Brocklebank (VF : Sébastien Finck) : officier Buzz McNabb
- Liam James (VF : Simon Koukissa) : Shawn Spencer enfant (à partir de l'épisode 3)
- Isaah Brown (VF : Kévin Sommier) : Burton « Gus » Guster enfant (à partir de l'épisode 6)

### Invités
- Don S. Davis (VF : Michel Ruhl) : Camden McCallum, Sr. (épisode 1)
- Pascale Hutton (en) (VF : Sybille Tureau) : Katarina McCallum (épisode 1)
- Josh Hayden (VF : Simon Koukissa) : Shawn Spencer enfant (épisode 1)
- Patricia Idlette (en) (VF : Annie Milon) : la sergente d'accueil Martha Allen (épisodes 1 et 4)
- Jocelyne Loewen (VF : Patricia Legrand) : Cindy, la serveuse du Lobster Shack (épisodes 1 et 6)
- Michael Roberds (en) (VF : Pascal Casanova) : Joe, le manager (épisode 1)
- P. Lynn Johnson (VF : Caroline Jacquin) : Mme McCallum (épisode 1)
- Mark Acheson (VF : Pascal Massix) : le suspect (épisode 1)
- Artine Tony Browne (VF : Pascal Casanova) : officier Koontz (épisode 1)
- Christopher Heyerdahl (VF : Michel Vigné) : l'homme aux cheveux longs (épisode 1)
- Ian Robison (VF : Olivier Hémon) : le garde du corps (épisode 1)
- Chelan Simmons (sans dialogues) : Bianca (épisode 1)
- Richard Zeman : Miklos Prochazka (épisode 2)
- Bud Collins (VF : Serge Bourrier) : lui-même, le commentateur de l'émission American Spelling Bee (épisode 2)
- Alex Bruhanski : Spellmaster Alvin Cavanaugh (épisode 2)
- Brendan Beiser (en) (VF : Patrick Floersheim) : le co-commentateur et voix-off de l'émission American Spelling Bee (épisode 2)
- Kyle Tejpar (VF : Simon Koukissa) : Shawn Spencer enfant (épisode 2)
- Julien Hill (VF : Alexandre Nguyen) : Burton « Gus » Guster enfant (épisode 2)
- Issey Lamb (VF : Alexandre Nguyen) : Brendan Wu (épisode 2)
- Winnie Hung (VF : Catherine Desplaces) : Mme Wu (épisode 2)
- Alexander Calvert (VF : Fabrice Fara) : Jiri Prochazka (épisode 2)
- Christine Willes (VF : Joëlle Fossier) : Mlle Foote (épisode 2)
- John Shaw : Bill Fineman, le Spellmaster remplaçant (épisode 2)
- Nimet Kanji (VF : Catherine Desplaces) : Mme Barenholdt (épisode 2)
- Aleks Paunovic (en) : le garde de sécurité (épisode 2)
- Peter Abrams (VF : Philippe Siboulet) : le Spellmaster de 1989 (épisode 2)
- Anne Marie DeLuise (VF : Magali Barney) : Raylene Wilcroft (épisode 3)
- Steve Bacic (VF : Stéphane Marais) : David Morrison Wilcroft (épisode 3)
- Ben Cotton (VF : François Pacôme) : J. C. Barlow (épisode 3)
- Keith Dallas (VF : Gilles Morvan) : Shanks (épisode 3)
- Katey Wright (VF : Véronique Alycia) : Ellen (épisode 3)
- Christine Chatelain (VF : Valérie Siclay) : Lacey Maxwell (épisode 4)
- Tom Butler (VF : Bernard Alane) : le procureur général Maxwell (épisode 4)
- Gina Holden (VF : Élisa Bourreau) : Bethany Cadman (épisode 4)
- Diego Klattenhoff (VF : Pascal Nowak) : Dylan Maxwell (épisode 4)
- Camyar Chai (VF : Vincent de Boüard) : Bellman (épisode 4)
- Richard Ian Cox (VF : Philippe Siboulet) : Bobby, le concierge (épisode 4)
- Patricia Drake (en) (VF : Ivana Coppola) : Elaine (épisodes 4 et 6)
- Dee Jay Jackson (VF : Pascal Casanova) : K. Brooks, le garde de sécurité (épisode 4)
- Twan Holliday (VF : Éric Marchal) : le prisonnier (épisode 4)
- Scott Michael Campbell (en) (VF : Serge Faliu) : Wes Hildenbach (épisode 5)
- Carlos Jacott (VF : Lionel Tua) : Terrance (épisode 5)
- Michael Adamthwaite (en) (VF : Emmanuel Garijo) : Rory Derkins (épisode 5)
- Peter Michael Goetz (en) (VF : Michel Prud'homme) : Griffin Mahoney (épisode 6)
- Claire Coffee (VF : Edwige Lemoine) : Sally Reynolds (épisode 6)
- John Ross Bowie (VF : Guillaume Orsat) : George Cheslow (épisode 6)
- Kaja Gjesdal (VF : Anne O'Dolan) : Erlene Cheslow (épisode 6)
- Gabe Khouth (VF : Julien Sibre) : Luke Bauer (épisode 6)
- Suzanne Bastien (VF : Maïté Monceau) : la réceptionniste (épisode 6)
- Frank Whaley (VF : Laurent Morteau) : Robert Dunn (épisode 7)
- Tracy Trueman (VF : Vanina Pradier) : Amy (épisode 7)
- Claire Riley (VF : Pascale Vital) : Dr Drake (épisode 7)
- George Takei (VF : Philippe Catoire) : lui-même (épisode 8)
- Bre Blair (VF : Véronique Volta) : Talia (épisode 8)
- Wanda Cannon (en) (VF : Marie-Laure Beneston) : Leslie Breyfogle (épisode 8)
- David Nykl (VF : Pierre Tessier) : Stuart, le coordinateur de l'évènement (épisode 8)
- Brian Markinson (VF : Emmanuel Gradi) : Hiltz Kooler (épisode 8)
- Julius Chapple (VF : Julien Sibre) : Dent (épisode 8)
- ? (VF : Michel Dodane) : Mark (épisode 8)
- Klodyne Rodney (VF : Maïté Monceau) : Dr Verma (épisode 8)
- Trevor Roberts (VF : Éric Marchal) : le fan (épisode 8)
- Ashley Williams (VF : Chantal Macé) : Trish Connors (épisode 9)
- Lisa Banes (VF : Josiane Pinson) : Edna Crocker (épisode 9)
- Kurtwood Smith (VF : Patrick Messe) : Brett Connors (épisode 9)
- Michael St. John Smith (VF : Philippe Ariotti) : Mort Crocker (épisode 9)
- Gardiner Millar (VF : Vincent Violette) : Ranger John De Soto (épisode 9)
- Kirsten Alter (VF : Natacha Muller) : Dr Joan Walker (épisode 9)
- Lara Gilchrist (en) (VF : Laëtitia Godès) : Sabrina Vito (épisode 9)
- Karen Kruper (VF : Caroline Jacquin) : Mme Bodansky (épisode 9)
- John Treleaven (VF : Philippe Ariotti) : l'officier Buddy (épisode 9)
- Enid-Raye Adams (VF : Jessica Monceau) : la pharmacienne (épisode 9)
- Viv Leacock : l'officier (épisodes 9 et 14)
- Richard Kind (VF : Thierry Murzeau) : Hugo (épisode 10)
- Ryan Robbins (VF : Fabrice Fara) : Vernon (épisode 10)
- Nicole Lyn : Jessica (épisode 10)
- Tamara Mello (VF : Geneviève Doang) : Amanda (épisode 10)
- Kathleen Duborg : Mary Vallery (épisode 10)
- Eric Hempsall (VF : Olivier Chauvel) : Percy, l'employé (épisode 10)
- Mayte Garcia (VF : Vanina Pradier) : Darcy (épisode 11)
- Colin Cunningham (VF : Michel Mella) : Marvin (épisode 11)
- Teryl Rothery (VF : Ivana Coppola) : Glenda (épisode 11)
- Malcolm Scott (VF : Serge Faliu) : Fred Turk (épisode 11)
- Ellie Harvie (en) (VF : Anne Rochant) : Lorraine (épisode 11)
- Peter Benson (VF : Ludovic Baugin) : Philip Keiser (épisode 11)
- Aaron Dudley (VF : Thibaut Belfodil) : Kyle (épisode 11)
- Alana Husband (VF : Julie Turin) : Natasha (épisode 11)
- Kathryn Zenna (en) (VF : Claire Guyot) : la femme attrayante (épisode 11)
- Andy Berman : Guy (épisode 11)
- Desirée Loewen (VF : Claire Guyot) : la jolie femme blonde (épisode 11)
- Michael Weston (VF : Pierre Tessier) : Adam Hornstock (épisode 12)
- Jolie Jenkins (VF : Catherine Desplaces) : Sandra Panitch (épisode 12)
- Scott Mosenson (VF : Lionel Tua) : le procureur Phelps (épisode 12)
- Donnelly Rhodes (VF : Michel Barbey) : le juge Horace Leland (épisode 12)
- Keegan Connor Tracy (VF : Dominique Vallée) : Priscilla Osterman (épisode 12)
- Michael Eklund (VF : Nicolas Marié) : Ruben Leonard (épisode 12)
- Osmond L. Bramble : Bailiff (épisode 12)
- Mark Brandon (VF : Olivier Cordina) : Jackson Hale (épisode 12)
- Michael Gordin Shore (VF : Pascal Casanova) : le journaliste (épisode 12)
- Joel Garner (VF : Olivier Cordina) : le technicien de la salle de contrôle (épisode 12)
- Christopher Moynihan (en) (VF : Taric Mehani) : Tom (épisode 13)
- Thomas Kopache (en) (VF : Philippe Ariotti) : Leonard Sirtis (épisode 13)
- David Kopp : Kellen (épisode 13)
- Chelah Horsdal : Beth (épisode 13)
- Santo Lombardo : Felix Alvarez (épisode 13)
- Justine Wong (VF : Valérie Nosrée) : Eve (épisode 13)
- Almeera Jiwa : Mirabehn (épisode 13)
- Patrick Keating (VF : Olivier Cordina) : le propriétaire de l'appartement (épisode 13)
- Sonia Mais (VF : Caroline Jacquin) : la grand-mère (épisode 13)
- Dan Lauria (VF : Érik Colin) : Bill Peterson (épisode 14)
- Kris Lemche : Brandon Peterson (épisode 14)
- Chris William Martin (VF : Olivier Cordina) : J. P. Berger (épisode 14)
- Debra Mooney (VF : Cathy Cerda) : Mme Lassiter (épisode 14)
- Jason Griffith : Frank Hastings (épisode 14)
- Jason Edward Coleman : Joe Duritz (épisode 14)
- Ian Carter (VF : Didier Cherbuy) : Chet O'Grady (épisode 14)
- Simon Longmore (VF : Didier Cherbuy) : Bull (épisode 14)
- Rob Daly : Ronnie (épisode 14)
- Robin Richardson (VF : Didier Cherbuy) : le joueur (épisode 14)
- Byron Lucas (VF : Didier Cherbuy) : le responsable de la salle de poker (épisode 14)
- Mercedes Ruehl (VF : Dominique Westberg) : lieutenant Goochberg (épisode 15)
- Shannon Woodward (VF : Catherine Desplaces) : Alice Bundy (épisode 15)
- Alexandra Breckenridge (VF : Marie-Eugénie Maréchal) : Betty (épisode 15)
- Chelan Simmons (VF : Karine Foviau) : Bianca (épisode 15)
- Yan-Kay Crystal Lowe : Eden (épisode 15)
- Gina Stockdale : Poppy (épisode 15)
- Katrina Bowden : Coed (épisode 15, non créditée)
- Chad Krowchuk : l'employé de l'épicerie (épisode 15)
- David Allan Pearson (VF : Didier Cherbuy) : le 1er docteur (épisode 15)
- Troy Rudolph (VF : Olivier Cordina) : le 2e docteur (épisode 15)

## Liste des épisodes

### Épisode 1:Voyances et Manigances
- États-Unis : 7 juillet 2006 sur USA Network
- Canada : 14 septembre 2006 sur CH[1]
- Suisse : 1er septembre 2007 sur TSR1
- Belgique : 25 novembre 2007 sur RTL-TVI
- France : 
  - 2 décembre 2007 sur TF1
  - 8 septembre 2008 sur 13e rue
- Québec : 26 juin 2008 sur Mystère[2]

- États-Unis : 6,06 millions de téléspectateurs (première diffusion)

- Anne Dudek (Lieutenant Lucinda Barry)
- Don S. Davis (M. McCallum)
- Pascale Hutton (en) (Katarina McCallum)
- Christopher Heyerdahl (l'homme aux cheveux longs)
- Patricia Idlette (en) (sergente d'accueil Martha Allen)
- Christopher Heyerdahl (VF : Michel Vigné) : l'homme aux cheveux longs (épisode 1)
- Chelan Simmons (Bianca, sans dialogues)

- Cet épisode a une durée de 78 minutes.

### Épisode 2:T-R-I-C-H-E-U-R
- États-Unis : 14 juillet 2006 sur USA Network
- Suisse : 8 septembre 2007 sur TSR1
- Belgique : 9 décembre 2007 sur RTL-TVI
- France : 
  - 9 décembre 2007 sur TF1
  - 8 septembre 2008 sur 13e rue

- États-Unis : 4,71 millions de téléspectateurs (première diffusion)

- Christine Willes (Mlle Foote)
- Richard Zeman (Miklos Prochazka)
- Bud Collins (lui-même)
- Brendan Beiser (en) (le co-commentateur et voix-off)
- Alexander Calvert (Jiri Prochazka)
- Aleks Paunovic (en) (le garde de sécurité)

### Épisode 3:Qu'il parle maintenant, ou se taise à jamais
- États-Unis : 21 juillet 2006 sur USA Network
- Suisse : 8 septembre 2007 sur TSR1
- Belgique : 16 décembre 2007 sur RTL-TVI
- France : 
  - 6 janvier 2008 sur TF1
  - 8 septembre 2008 sur 13e rue

- États-Unis : 4,69 millions de téléspectateurs (première diffusion)

- Christine Chatelain (Lacey Maxwell)
- Tom Butler (le procureur général Maxwell)
- Gina Holden (Bethany Cadman)
- Diego Klattenhoff (Dylan Maxwell)
- Camyar Chai (Bellman)
- Richard Ian Cox (Bobby, le concierge)
- Patricia Drake (en) (Elaine)
- Guy Fauchon (Dietrich Mannheim, sans dialogues)

### Épisode 4:Esprit es-tu là?
- États-Unis : 28 juillet 2006 sur USA Network
- Suisse : 15 septembre 2007 sur TSR1
- Belgique : 23 décembre 2007 sur RTL-TVI
- France : 
  - 20 janvier 2008 sur TF1
  - 15 septembre 2008 sur 13e rue

- États-Unis : 4,35 millions de téléspectateurs (première diffusion)

- Anne Marie DeLuise (Raylene Wilcroft)
- Steve Bacic (David Morrison Wilcroft)
- Ben Cotton (J. C. Barlow)
- Keith Dallas (Shanks)
- Katey Wright (Ellen)

### Épisode 5:Neuf Vies
- États-Unis : 4 août 2006 sur USA Network
- Suisse : 15 septembre 2007 sur TSR1
- Belgique : 30 décembre 2007 sur RTL-TVI
- France : 
  - 13 janvier 2008 sur TF1
  - 15 septembre 2008 sur 13e rue

- États-Unis : 4,72 millions de téléspectateurs (première diffusion)

- Scott Michael Campbell (en) (Wes Hildenbach)
- Carlos Jacott (Terrance)
- Michael Adamthwaite (en) (Rory Derkins)
- Chris Eastman (David)
- Mark McConchie (Stanley Tilden)

### Épisode 6:Champ de bataille
- États-Unis : 11 août 2006 sur USA Network
- Suisse : 22 septembre 2007 sur TSR1
- Belgique : 6 janvier 2008 sur RTL-TVI
- France : 
  - non diffusé sur TF1
  - 22 septembre 2008 sur 13e rue

- États-Unis : 4,76 millions de téléspectateurs (première diffusion)

- Claire Coffee (Sally Reynolds)
- Peter Michael Goetz (en) (Griffin Mahoney)
- John Ross Bowie (George Cheslow)
- Kaja Gjesdal (Erlene Cheslow)
- Patricia Drake (en) (Elaine)
- Gabe Khouth (Luke Bauer)
- Suzanne Bastien (la réceptionniste)

### Épisode 7:La Maison hantée
- États-Unis : 18 août 2006 sur USA Network
- Suisse : 22 septembre 2007 sur TSR1
- Belgique : 13 janvier 2008 sur RTL-TVI
- France : 
  - 16 décembre 2007 sur TF1
  - 22 septembre 2008 sur 13e rue

- États-Unis : 3,92 millions de téléspectateurs (première diffusion)

- Frank Whaley (Robert Dunn / Regina / Martin)
- Tracy Trueman (Amy)
- Claire Riley (Dr Drake)
- Katya Virshilas (Dagmar, sans dialogues)
- Aaron Grain (Leslie, sans dialogues)

### Épisode 8:Shawn chez les super-héros
- États-Unis : 25 août 2006 sur USA Network
- Suisse : 29 septembre 2007 sur TSR1
- Belgique : 20 janvier 2008 sur RTL-TVI
- France : 
  - non diffusé sur TF1
  - 29 septembre 2008 sur 13e rue

- États-Unis : 4,6 millions de téléspectateurs (première diffusion)

- George Takei (lui-même)
- Bre Blair (Talia)
- Brian Markinson (Hiltz Kooler)
- Wanda Cannon (en) (Leslie Breyfogle)
- David Nykl (Stuart, le coordinateur de l'évènement)
- Julius Chapple (Dent)
- Klodyne Rodney (Dr Verma)
- Trevor Roberts (le fan)

- Il est possible de remarquer la présence de George Takei à cette convention comme personnalité ayant joué un personnage dans la série télévisée Star Trek, ce qui est aussi le cas dans le monde actuel.

- Cet épisode est la fin de la première partie de la saison aux États-Unis.

### Épisode 9:Souvenirs, souvenirs
- États-Unis : 19 janvier 2007 sur USA Network
- Suisse : 29 septembre 2007 sur TSR1
- Belgique : 27 janvier 2008 sur RTL-TVI
- France : 
  - 27 janvier 2008 sur TF1
  - 29 septembre 2008 sur 13e rue

- États-Unis : 3,78 millions de téléspectateurs (première diffusion)

- Kurtwood Smith (le capitaine Brett Connors)
- Ashley Williams (Trish Connors)
- Lisa Banes (Edna Crocker)
- Michael St. John Smith (Mort Crocker)
- Gardiner Millar (Ranger John de Soto)
- Kirsten Alter (Dr Joan Walker)
- Lara Gilchrist (en) (Sabrina Vito)
- Karen Kruper (Mme Bodansky)
- John Treleaven (l'officier Buddy)
- Enid-Raye Adams (la pharmacienne)

### Épisode 10:La Guerre de l'étoile
- États-Unis : 26 janvier 2007 sur USA Network
- Suisse : 6 octobre 2007 sur TSR1
- Belgique : 3 février 2008 sur RTL-TVI
- France : 
  - 3 février 2008 sur TF1
  - 6 octobre 2008 sur 13e rue

- États-Unis : 3,7 millions de téléspectateurs (première diffusion)

- Richard Kind (Hugo)
- Ryan Robbins (Vernon)
- Nicole Lyn (Jessica)
- Tamara Mello (Amanda)
- Kathleen Duborg (Mary)

- Hasard ou référence volontaire, l'acteur Richard Kind présent dans cet épisode interprétait dans la série télévisée Spin City, le rôle de Paul Lassiter, soit le même nom de famille que l'inspecteur Lassiter.
- La femme de Dulé Hill apparaît dans le rôle de Jessica.

### Épisode 11:Coup de soleil
- États-Unis : 2 février 2007 sur USA Network
- Suisse : 6 octobre 2007 sur TSR1
- Belgique : 10 février 2008 sur RTL-TVI
- France : 
  - non diffusé sur TF1
  - 6 octobre 2008 sur 13e rue

- États-Unis : 3,81 millions de téléspectateurs (première diffusion)

- Teryl Rothery (Glenda)
- Colin Cunningham (Marvin)
- Mayte Garcia (Darcy)
- Malcolm Scott (Fred Turk)
- Ellie Harvie (en) (Lorraine)
- Peter Benson (Phillip Keiser)
- Alana Husband (Natasha)
- Kathryn Zenna (en) (la femme attrayant)
- Andy Berman : Guy
- Desirée Loewen (la jolie femme blonde)

### Épisode 12:Avis de meurtre
- États-Unis : 9 février 2007 sur USA Network
- Suisse : 13 octobre 2007 sur TSR1
- Belgique : 17 février 2008 sur RTL-TVI
- France : 13 octobre 2008 sur 13e rue

- États-Unis : 3,6 millions de téléspectateurs (première diffusion)

- Michael Weston (Adam Hornstock)
- Jolie Jenkins (Sandra Panitch)
- Donnelly Rhodes (Juge Horace Ieland)
- Keegan Connor Tracy (Priscilla Osterman)
- Michael Eklund (Ruben Leonard)

### Épisode 13:Jeu, Set et Meurtre
- États-Unis : 16 février 2007 sur USA Network
- Suisse : 13 octobre 2007 sur TSR1
- Belgique : 24 février 2008 sur RTL-TVI
- France : 13 octobre 2008 sur 13e rue

- États-Unis : 3,2 millions de téléspectateurs (première diffusion)

- Christopher (Tom)
- Santo Lombardo (Felix Alvarez)
- David Kopp (Kellen)
- Thomas Kopache (Leonard Sirtis)
- Loren Gibson (Deanna Sirtis)

### Épisode 14:Poker menteur
- États-Unis : 23 février 2007 sur USA Network
- Suisse : 20 octobre 2007 sur TSR1
- Belgique : 2 mars 2008 sur RTL-TVI
- France : 20 octobre 2008 sur 13e rue

- États-Unis : 3,74 millions de téléspectateurs (première diffusion)

- Dan Lauria (M. Peterson)
- Debra Mooney (Mme Lassiter)
- Kris Lemche (Brandon Peterson)

### Épisode 15:Esprits féminins
- États-Unis : 2 mars 2007 sur USA Network
- Suisse : 20 octobre 2007 sur TSR1
- Belgique : 9 mars 2008 sur RTL-TVI
- France : 20 octobre 2008 sur 13e rue

- États-Unis : 4,48 millions de téléspectateurs (première diffusion)

- Crystal Lowe (Eden)
- Shannon Woodward (Alice)
- Chelan Simmons (Bianca)
- Alex Breckenridge (Betty)
- Mercedes Ruehl (l'inspecteur Goochberg)